# Alonso II de la Cueva y Benavides
Alonso II de la Cueva y Benavides, también conocido como el Cardenal de la Cueva (Palacio Real de la Alhambra, 25 de julio de 1574 - Málaga, 11 de julio de 1655) fue un noble, clérigo y diplomático español, titulado tercer señor y primer marqués de Bedmar, Cardenal presbítero, primero de San Martino ai Monte, después de Santa Balbina, y cardenal-obispo de Palestrina (1644-55) y obispo de Málaga (1648-55). 
Su carrera militar, junto con su cargo de cardenal y su participación como uno de los protagonistas de la Conjuración de Venecia, le hicieron un personaje destacado en su tiempo tanto en España como en Europa.

## Faceta militar
Nació en el Palacio Real de la Alhambra (Granada) en el mes de julio de 1574, siendo bautizado en la iglesia de Santa María de la Alhambra el 25 de julio del mismo año. Fue hijo de Luis de la Cueva y Benavides, segundo señor de Bedmar, gobernador y capitán general de las Islas Canarias y de Galicia, y de Elvira Carrillo de Mendoza y Cárdenas, de la Casa Condal de Tendilla.
Comenzó muy joven su carrera militar junto a su padre en el gobierno de las Islas Canarias, y ya en 1590, éste le puso al frente de Gran Canaria, y un año después le nombró su teniente y capitán de arcabuceros, argumentando el progenitor que "... no aveis de faltar a la obligación con que nacistes al servicio de Su Majestad, poniendo el cuidado que para ello se requiere...". Estos nombramientos permitieron a su padre continuar con el gobierno de las islas mientras se ausentaba o visitaba otros puntos del archipiélago. A la muerte de su padre heredó el señorío de la villa de Bedmar, de la que tomó posesión en 1598, y el de la Casa y Torre del Villarejo, junto con los mayorazgos de su Casa. Además, le sucedió en su cargo de capitán de la compañía de caballos jinetes del Reino de Granada por Real cédula de 1 de enero de 1599.

## Ascenso diplomático
En el año 1606 el rey Felipe III de España le nombró su embajador en la República de Venecia, cargo que ocupó hasta 1618, coincidiendo con uno de los periodos de mayor agitación del gobierno de aquel estado. Destacó por su actitud celosa y vigilante en defensa de los intereses de su rey, y junto a su pariente Pedro Téllez-Girón y de la Cueva, primer duque de Osuna y a Pedro Álvarez de Toledo y Colonna, quinto marqués de Villafranca del Bierzo y gobernador de Milán, formó el triunvirato protagonista de la Conjuración de Venecia (también llamada Conjuración de Bedmar), que pretendió defender a toda costa la supremacía española en Italia. Sobre este aspecto se le atribuye haber escrito la obra Squitinio della libertá veneta, impreso en Mirandola en 1612 y traducido al castellano por Antonio de Herrera y Tordesillas, aunque algunos autores aseguran que únicamente lo mandó escribir.
Durante su estancia en aquella ciudad, concretamente el 16 de abril de 1610 el rey le hizo merced del hábito de la Orden de Alcántara, y mediante un Real decreto de 15 de junio de 1614 elevó su Casa a la dignidad de título de Castilla, concediéndole el Marquesado de Bedmar.
Una vez retirado de Venecia, el monarca lo nombró en 1619 su embajador extraordinario ante la Infanta-Archiduquesa doña Isabel Clara Eugenia y su marido Alberto de Austria, soberanos y gobernadores de los Países Bajos. Allí permaneció más como virrey que como mero representante, intentando que los flamencos tuvieran mejor imagen de España, hasta que el ascenso al trono de Felipe IV le hizo caer en desgracia ante la Corona de España. El rey consideró que el rencor de los flamencos se debía a la mala gestión realizada por el marqués, y por ello quiso destituirle de su cargo. Entonces fue la propia archiduquesa, prima del monarca, quien salió en su defensa argumentando que «[...] me parece que, siendo el Cardenal de tan gran calidad, de tan gran mérito, y habiendo mostrado tanto celo y tanta equidad en el servicio de V. M. no sería justo excluirlo de los negocios por el poco tiempo que ha de permanecer aquí [...]».

## Carrera religiosa
En 1622, cuando aún se encontraba en los Países Bajos, tuvo noticia de que el Papa Gregorio XV, a petición del propio rey de España, con quien había limado sus asperezas, le había concedido la Dignidad Cardenalicia, siendo el único cardenal español y el último en ser nombrado por el pontífice. En este momento cedió su Casa y mayorazgos a su hermano segundo, Juan de la Cueva y Benavides, para dedicarse íntegramente a su carrera religiosa.
Poco después de su nombramiento, ya en 1623, se trasladó a Roma para asistir a las exequias funerarias por el pontífice, fallecido el 8 de junio, y después tomó parte en el cónclave en el que salió electo Urbano VIII. Este nuevo pontífice le dio el título, por la prematura muerte de su antecesor, a quien el cardenal de la Cueva no pudo agradecer personalmente el nombramiento, el 18 de julio de 1633, otorgándole el de San Martín en Monte. El 9 de julio de 1635 cambió su título por el de Santa Balbina, y ese mismo año fue nombrado camarlengo del Colegio Cardenalicio, ocupando el cargo hasta 1636.
El 15 de septiembre de 1644 participó en el cónclave que eligió como sucesor de Pedro a Inocencio X. Apenas un mes después de la elección, el nuevo pontífice lo nombró cardenal-obispo de Palestrina, y el 4 de noviembre de 1648, Felipe IV le concedió la silla episcopal de Málaga, por lo que dejó Roma y sus negocios y entró en Málaga el 4 de noviembre de 1651.
Durante su mandato defendió la Inmaculada Concepción de la Virgen María, y así consiguió que los cabildos de la ciudad (el eclesiástico y el municipal) jurasen este dogma de fe, estando en la catedral malagueña, de la que fue gran benefactor, y a su costa puso las vidrieras de imaginería que se situaban sobre las dos sacristías, en las que hizo pintar el apostolado y además plasmó sus propias armas.

## Etapa final
Otorgó primer testamento cerrado en Roma el 28 de abril de 1651, en el Palacio de Santa María Inviolata, y posteriormente un segundo en el Palacio Episcopal de Málaga el 9 de junio de 1655, dejando fundaciones en su iglesia catedral, en la de Palestrina, y en la iglesia de Santa María de Bedmar, panteón familiar.
Además, bajo el patronato de su Casa de Bedmar, llevó a cabo una fundación para casar huérfanas, otra para la manutención de estudiantes en la Universidad de Baeza y un pósito, todo ello en su villa de Bedmar.
Falleció en el Palacio Episcopal de Málaga el 11 de julio de 1655, y fue sepultado el 14 del mismo mes en la capilla del Santísimo Cristo del Amparo, en la cripta de los prelados, sin escudo de armas ni epitafio. La noticia de su muerte llegó a Roma el día 28 del mismo mes.